# Borsa egiziana
La Borsa egiziana (in arabo البورصة المصرية‎?; in inglese: Egyptian Exchange, in sigla EGX) è la borsa valori della città del Cairo in Egitto, che è tra le principali piazze finanziarie del continente africano (insieme a Johannesburg, Casablanca e Lagos). La EGX è la fusione delle due precedenti borse di Alessandria (fondata nel 1887 la più antica del continente africano) e del Cairo (fondata nel 1903).

## Indici
- EGX 30 Index